# Manoncourt-en-Woëvre
Pour les articles homonymes, voir Manoncourt et Woëvre.
Manoncourt-en-Woëvre est une commune française située dans le département de Meurthe-et-Moselle en région Grand Est.

## Géographie

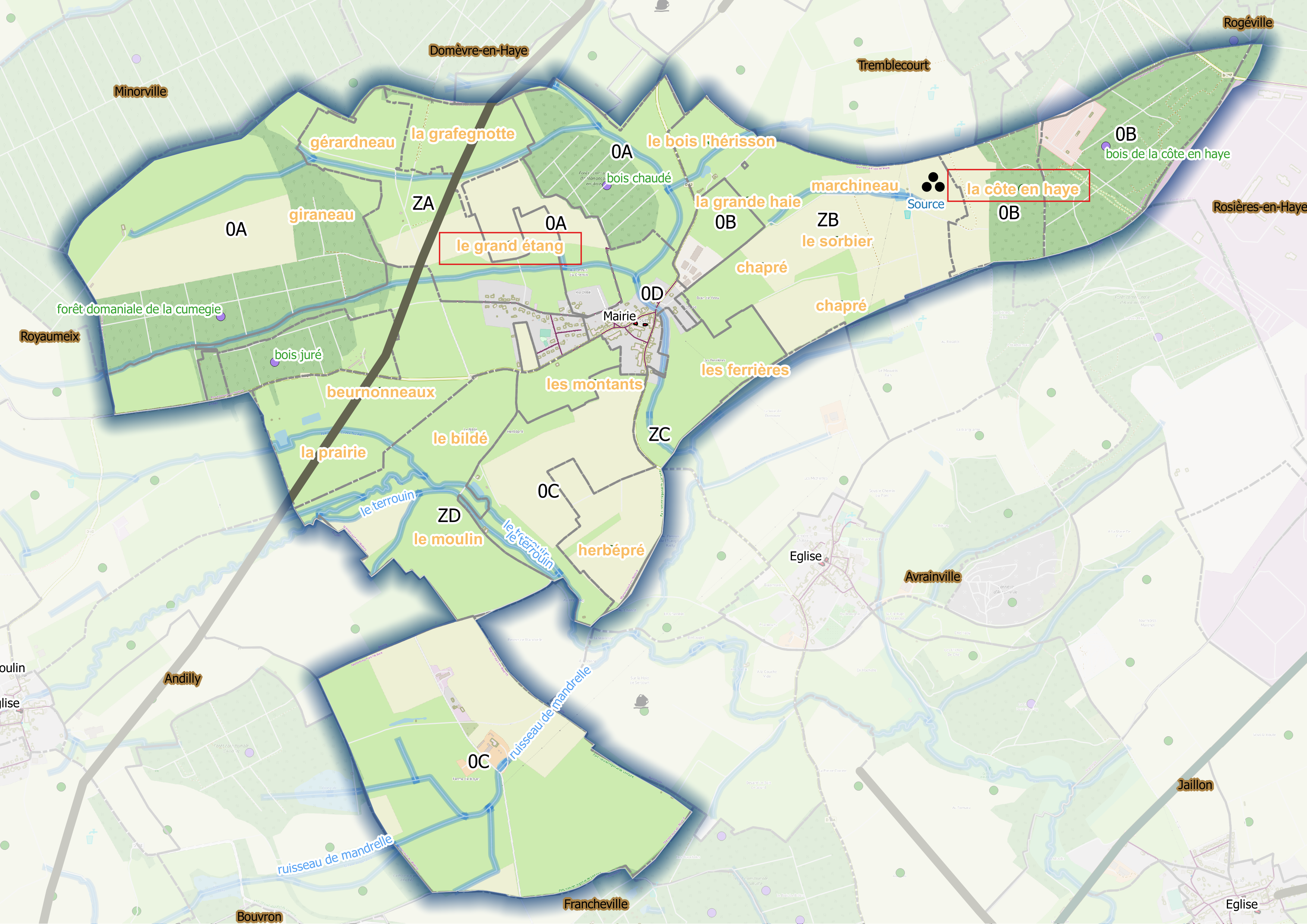
Fig. 1 - Manoncourt (ban communal).

La commune est située à 13 km de Toul, 24 km de Pont-à-Mousson et à 30 km de Nancy. Elle appartient géographiquement à la plaine de la Woëvre.
D’après les données Corine land Cover, le ban communal de 1056 hectares comprend en 2011, plus de 75% de terres arables et de prairies, 20% de forêt et seulement près de 3% de zones urbanisées.
Le territoire est arrosé par 6 cours d'eau : Le Terrouin (1,609 km), le Ruisseau de la Ferme ain Charles (3,003 km), le Ruisseau de la Grande Tourniere (1,839 km), le Ruisseau de l’Étang de Bailly (3,938 km), le Ruisseau de l’Étang de Villanaux (0,606 km) et le Ruisseau de Mandrelle.
Les voies de communication sont : la RD 10 qui traverse le village pour rejoindre deux axes importants : la RD 907 (Beaumont – Marbache) et la RD 904 (Toul – Verdun).  La RD 10a relie le village à la route nationale 611 (Toul – Dieulouard). (Fig. 1 ban communal).

### Communes limitrophes
| Minorville | Domèvre-en-Haye      | Tremblecourt     |
| Royaumeix  | Manoncourt-en-Woëvre | Rosières-en-Haye |
| Andilly    | Francheville         | Avrainville      |

### Hydrographie
La commune est dans le bassin versant du Rhin au sein du bassin Rhin-Meuse. Elle est drainée par le ruisseau de la Ferme St Charles, le ruisseau de la Grande Tourniere, le ruisseau de l'Étang de Bailly, le ruisseau de l'Étang de Villanaux, le ruisseau de Mandrelle et le Terrouin,.

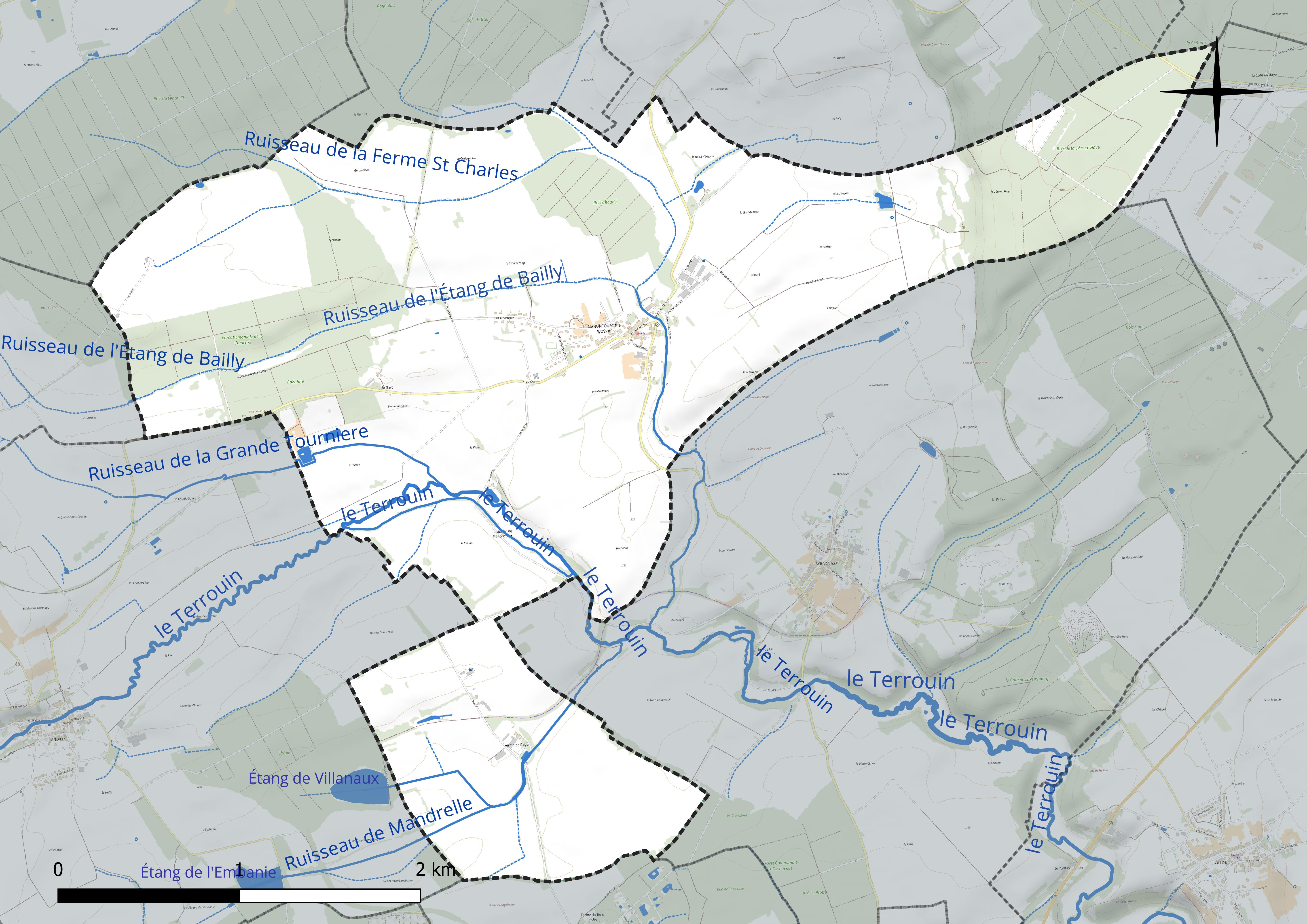
Réseau hydrographique de Manoncourt-en-Woëvre.

### Climat
Pour des articles plus généraux, voir Climat du Grand Est et Climat de Meurthe-et-Moselle.
En 2010, le climat de la commune est de type climat océanique dégradé des plaines du Centre et du Nord, selon une étude du Centre national de la recherche scientifique s'appuyant sur une série de données couvrant la période 1971-2000. En 2020, Météo-France publie une typologie des climats de la France métropolitaine dans laquelle la commune est dans une zone de transition entre le climat océanique altéré et le climat océanique altéré et est dans la région climatique  Lorraine, plateau de Langres, Morvan, caractérisée par un hiver rude (1,5 °C), des vents modérés et des brouillards fréquents en automne et hiver. 
Pour la période 1971-2000, la température annuelle moyenne est de 9,5 °C, avec une amplitude thermique annuelle de 16,7 °C. Le cumul annuel moyen de précipitations est de 778 mm, avec 11,8 jours de précipitations en janvier et 8,9 jours en juillet. Pour la période 1991-2020, la température moyenne annuelle observée sur la station météorologique de Météo-France la plus proche, « Nonsard », sur la commune de Nonsard-Lamarche à 20 km à vol d'oiseau, est de 10,7 °C et le cumul annuel moyen de précipitations est de 690,8 mm. 
La température maximale relevée sur cette station est de 40,1 °C, atteinte le 25 juillet 2019 ; la température minimale est de −17 °C, atteinte le 1er mars 2005,,. 
Les paramètres climatiques de la commune ont été estimés pour le milieu du siècle (2041-2070) selon différents scénarios d'émission de gaz à effet de serre à partir des nouvelles projections climatiques de référence DRIAS-2020. Ils sont consultables sur un site dédié publié par Météo-France en novembre 2022.

## Urbanisme

### Typologie
Au 1er janvier 2024, Manoncourt-en-Woëvre est catégorisée commune rurale à habitat dispersé, selon la nouvelle grille communale de densité à sept niveaux définie par l'Insee en 2022.
Elle est située hors unité urbaine. Par ailleurs la commune fait partie de l'aire d'attraction de Nancy, dont elle est une commune de la couronne,. Cette aire, qui regroupe 353 communes, est catégorisée dans les aires de 200 000 à moins de 700 000 habitants,.

### Occupation des sols
L'occupation des sols de la commune, telle qu'elle ressort de la base de données européenne d’occupation biophysique des sols Corine Land Cover (CLC), est marquée par l'importance des territoires agricoles (76 % en 2018), une proportion sensiblement équivalente à celle de 1990 (76,8 %). La répartition détaillée en 2018 est la suivante : prairies (44,2 %), terres arables (31,8 %), forêts (20,7 %), zones urbanisées (3,3 %), zones industrielles ou commerciales et réseaux de communication (0,1 %). L'évolution de l’occupation des sols de la commune et de ses infrastructures peut être observée sur les différentes représentations cartographiques du territoire : la carte de Cassini (XVIIIe siècle), la carte d'état-major (1820-1866) et les cartes ou photos aériennes de l'IGN pour la période actuelle (1950 à aujourd'hui).

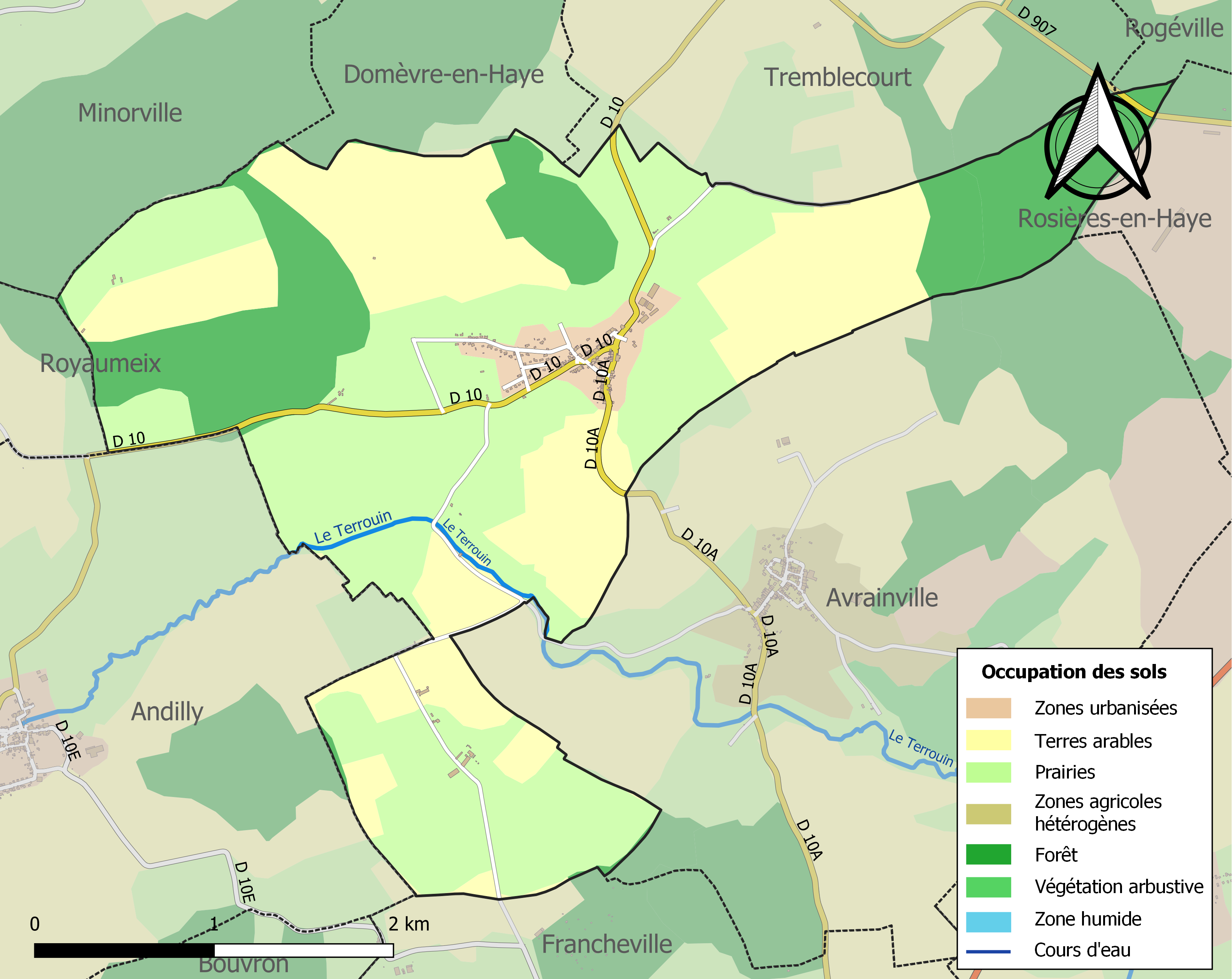
Carte des infrastructures et de l'occupation des sols de la commune en 2018 (CLC).

## Toponymie
Manonis curtis (836) ; Manmonis curtis (870) ; Mammonis curtis (884) ; Mannonis cortis Sancti-Apri villa ; Manoncuria-en-Voivre (1359) ; Manoncuria (1402) sont les graphies recensées par le dictionnaire topographique de France.
Le toponyme apparaît donc sous la forme Manonis curt(e) en 836 : il est formé de l'anthroponyme germanique Manno (man, « homme ») et du substantif curtis, centre d’exploitation rurale : ce type de toponyme est caractéristique du haut Moyen Âge et dénote un terroir confié par le roi à un grand en vue d’une opération de défrichement. La localisation dans la « Voivre (Woëvre) » apparaît en 1359.
Un ancien moulin est signalé dans les archives historiques, sous la forme « Grainge et molin de Boiey (Boyé) » en 1272.

## Histoire
Les chroniques historiques font état d'indices de la présence humaine aux âges du paléolithique inférieur et de l'antiquité, Jules Beaupré indique en effet :
«Près de la ferme de Sébastopol, sur l'emplacement d'un bois défriché, pointes de lances et de flèches en silex taillé. Sur la Côte en Haye, vestiges d'habitations avec tuiles plates.»
H. Lepage indique pour le Moyen Âge que le village dont l'évêque Frotaire parle dans une charte de l'an 836 (D. C. H.) était déjà en possession de deux chapelles en 1045 et que :
«Le quartier du village avoisinant l'église s'appelle la Cour-des-Seigneurs ; il renferme l'ancienne maison seigneuriale, construction des siècles derniers, qui appartenait à l'abbaye de Saint-Epvre. C'est en ce lieu que saint Gérard fut cerné par un seigneur puissant de l'évêché de Toul, du nom d'Oldéric, celui-ci mit le feu il la maison où s'était réfugié l'évêque pour l'obliger à en sortir, et l'incendie gagna aussi l'église (B. P. H., p. 522). Boyet, ferme, cense très-ancienne, seigneurie avec grange et moulin, dès l'an 1272, appartenant à l'ordre de Malte.»
Il y avait à Manoncourt, non loin de l'église une résidence où vivaient quelques moines qui dépendaient de l'abbaye de Saint-Evre. La ferme de Boyer était également propriété des moines.
Il existe à Manoncourt trois étangs qui selon la légende auraient été creusés par les moines de Manoncourt pour disposer de poissons durant la période de carême, (étang de Bailly, le Grand Étang et le Petit Étang).
Au 18e siècle, la culture du chanvre connaît son plein essor et chaque maison possède son réservoir pour rouir.
Au 19e siècle, il existait bon nombre d'artisans à Manoncourt. Beaucoup de jeunes de Manoncourt sont allés travailler aux chemins de fer pour la construction de la ligne du Toul- Thiaucourt.
Pendant la guerre de 1914-18 la gare de Manoncourt était la dernière avant le front et servait de poste de ravitaillement des troupes, mais également de lieu de repos pour les soldats qui revenaient du front (il y avait une infirmerie, un cimetière et une blanchisserie).

## Politique et administration
| Période                                  | Période                   | Identité                                         | Étiquette | Qualité                                                                |
| ---------------------------------------- | ------------------------- | ------------------------------------------------ | --------- | ---------------------------------------------------------------------- |
| Les données manquantes sont à compléter. |                           |                                                  |           |                                                                        |
| avant 1981                               | ?                         | Jean Thouvenin                                   | DVG       |                                                                        |
| juin 1995                                | avril 2015                | Raymond Frenot                                   |           |                                                                        |
| mars 2014                                | En cours (au 24 mai 2020) | Chantal Pierson, Réélue pour le mandat 2020-2026 |           | Profession intermédiaire administrative et commerciale des entreprises |

## Population et société

### Démographie
L'évolution du nombre d'habitants est connue à travers les recensements de la population effectués dans la commune depuis 1793. Pour les communes de moins de 10 000 habitants, une enquête de recensement portant sur toute la population est réalisée tous les cinq ans, les populations de référence des années intermédiaires étant quant à elles estimées par interpolation ou extrapolation. Pour la commune, le premier recensement exhaustif entrant dans le cadre du nouveau dispositif a été réalisé en 2006.

En 2022, la commune comptait 254 habitants, en évolution de +4,53 % par rapport à 2016 (Meurthe-et-Moselle : −0,13 %, France hors Mayotte : +2,11 %).
| 1793 | 1800 | 1806 | 1821 | 1831 | 1836 | 1841 | 1846 | 1851 |
| ---- | ---- | ---- | ---- | ---- | ---- | ---- | ---- | ---- |
| 189  | 180  | 202  | 249  | 258  | 270  | 272  | 291  | 300  |

| 1856 | 1861 | 1872 | 1876 | 1881 | 1886 | 1891 | 1896 | 1901 |
| ---- | ---- | ---- | ---- | ---- | ---- | ---- | ---- | ---- |
| 272  | 262  | 243  | 247  | 243  | 249  | 207  | 208  | 193  |

| 1906 | 1911 | 1921 | 1926 | 1931 | 1936 | 1946 | 1954 | 1962 |
| ---- | ---- | ---- | ---- | ---- | ---- | ---- | ---- | ---- |
| 179  | 161  | 133  | 131  | 123  | 137  | 116  | 130  | 135  |

| 1968 | 1975 | 1982 | 1990 | 1999 | 2006 | 2011 | 2016 | 2021 |
| ---- | ---- | ---- | ---- | ---- | ---- | ---- | ---- | ---- |
| 130  | 133  | 209  | 201  | 207  | 211  | 240  | 243  | 251  |

| 2022 | - | - | - | - | - | - | - | - |
| ---- | - | - | - | - | - | - | - | - |
| 254  | - | - | - | - | - | - | - | - |

## Économie
E. Grosse indique dans son ouvrage, vers 1836 :
« Territ. : 746 hect., dont 450 en terres labour., 204 en forêts, 72 en prés et 8 en vignes, de qualité médiocre. »
ce qui indiquerait que la vigne était peu cultivée.

### Secteur primaire ouAgriculture
Le secteur primaire comprend, outre les exploitations agricoles et les élevages, les établissements liés à l’exploitation de la forêt et les pêcheurs.
D'après le recensement agricole 2010 du Ministère de l'agriculture (Agreste), la commune de Manoncourt-en-Woëvre était majoritairement orientée sur la polyculture et le poly-élevage (auparavant même production) sur une surface agricole utilisée d'environ 497 hectares (surface cultivable communale) en baisse depuis 1988 - Le cheptel en unité de gros bétail s'est réduit de 1150 à 482 entre 1988 et 2010. Il n'y avait plus que 4 exploitations agricoles ayant leur siège dans la commune employant 7 unités de travail.

## Culture locale et patrimoine

### Lieux et monuments

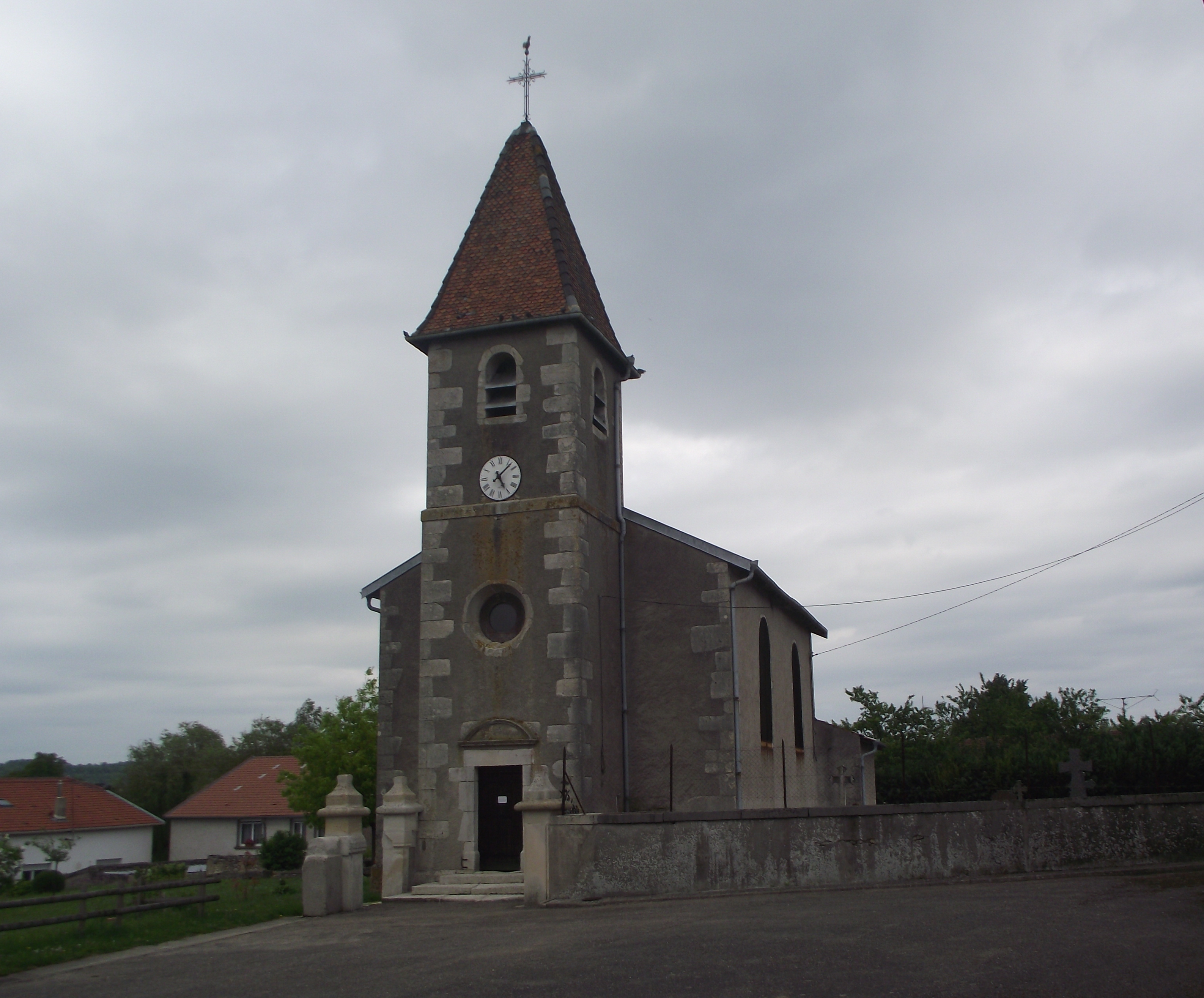
Église Saint-Martin.

- Puits Saint-Gérard du Xe siècle.
- Église Saint-Martin du XVIIIe siècle.